# WWE Campionat Pes Creuer
El Campionat Pes Creuer de la WWE va ser un títol per a competidors amb un pes menor de 220 lliures (100 kg), va ser exclusiu de la marca SmackDown! de la World Wrestling Entertainment. Abans de ser de la WWE, formà part dels campionats de la World Championship Wrestling.

## Història
El campionat fou utilitzat per la WCW abans de la seva aparició a la WWE. Durant l'any 1997, la WWE introduí el seu Campionat de Pes Lleuger, però a durant l'any 2001, després de l'adquisició de la WCW, el títol va ser unificat amb el de la WCW. Després d'aquesta unificació, la WWE es va desfer del Campionat de Pes Lleuger i començà a utilitzar el Campionat Per Creuer.

## Campió Actual
Aquest títol és retirat després d'estar sis mesos vacant.

## Dades Interessants
- Campió més vell: Chavo Classic en el 2004 (55 anys).
- Campió més jove: Rey mysterio el 1996 (21 anys).
- Campió amb més duració: Gregory Helms, 12 mesos.
- Campió amb menys duració: The Artist, 24 hores.
- El Campionat de Pes Creuer és l'únic cinturó amb el logo d'una altra promoció que ha estat reconegut com a Títol de la WWE.

## Llista de Campions
- Brian Pillman
- Jushin Liger
- Brian Pillman
- Scotty Flamingo
- Brad Armstrong
- Shinjiro Otani
- Dean Malenko
- Rey Mysterio
- Dean Malenko
- Ultimo Dragon
- Dean Malenko
- Syxx
- Chris Jericho
- Alex Wright
- Chris Jericho
- Eddie Guerrero
- Rey Mysterio
- Eddie Guerrero
- Ultimo Dragon
- Juventud Guerrera
- Rey Mysterio
- Chris Jericho
- Dean Malenko
- Chris Jericho
- Juventud Guerrera
- Billy Kidman
- Juventud Guerrera
- Billy Kidman
- Rey Mysterio
- Psicosis
- Rey Mysterio
- Lenny Lane
- Disco Inferno
- Psicosis
- Evan Karagias
- Madusa
- The Artist
- Billy Kidman
- The Artist
- Chris Candido
- Crowbar & Daffney
- Daffney
- Lt. Loco
- Lance Storm
- Elix Skipper
- Mike Sanders
- Chavo Guerrero
- Shane Helms
- Billy Kidman
- X-Pac
- Billy Kidman
- Tajiri
- Billy Kidman
- Tajiri
- The Hurricane
- Jamie Noble
- Billy Kidman
- Matt Hardy
- Rey Mysterio
- Tajiri
- Rey Mysterio
- Chavo Guerrero
- Jacqueline
- Chavo Guerrero
- Chavo Classic
- Rey Mysterio
- Spike Dudley
- Funaki
- Chavo Guerrero
- Paul London
- Nunzio
- Juventud
- Nunzio
- Juventud
- Kid Kash
- Gregory Helms
- Chavo Guerrero
- Hornswoggle
- Vacant
- Campionat Retirat